# Gigantotrichoderes
Genre

Gigantotrichoderes est un genre d'insectes coléoptères de la famille des Cerambycidae, sous-famille des Cerambycinae et de la tribu des Torneutini.

## Dénomination
Le genre Gigantotrichoderes a été décrit par l'entomologiste hongrois Friedrich F. Tippmann en 1953.

### Synonymie
- Mielkea (Zajciw, 1965)

## Taxinomie
Liste d'espèces 
- Gigantotrichoderes conicicollis (Tippmann, 1953)
- Gigantotrichoderes flabellicornis  (Zajciw, 1965)

### Articles liés
- Torneutini
- Liste des Cerambycinae de Guyane
- Galerie des Cerambycidae